# Église de la Transfiguration d'Ostrov
L'église de la Transfiguration (en russe : Храм Преображения Господня) est un édifice religieux orthodoxe dépendant du patriarcat de Moscou et de toute la Russie.
L'église est située dans le village d'Ostrov, dans le district Leninski, dans l'oblast de Moscou. L'autel principal est dédié à la Transfiguration.
L'église est classée par la fédération de Russie dans son patrimoine remarquable.

## Histoire
Le village d'Ostrov est connu comme résidence des princes de Moscou depuis le XVe siècle. Au XVIIIe siècle, il appartenait à Alexandre Danilovitch Menchikov, puis en 1767 à Alexeï Grigorievitch Orlov, et enfin au XIXe siècle au Monastère Nicolas-Ougrechski (en).
La date exacte de la construction du bâtiment en pierre blanche n'est pas connue. Traditionnellement, on attribue l'église à l'époque d'Ivan le Terrible. L'historien Wolfgang Kawelmacher (1933-2004), dans sa monographie consacrée à l'édifice, le date de la fin du XVIe siècle et suppose qu'il a été terminé au début du XVIIe siècle comme mémorial de Boris Godounov, mort en 1605. Il aurait été consacré en 1644 par la tsar Alexis Ier. L'église a été partiellement reconstruite durant le premier tiers du XIXe siècle.
Depuis 1992, elle est à nouveau en service pour le culte orthodoxe. 

## Descriptif
L'église de la Transfiguration frappe surtout par le nombre des kokochniks qui couvrent le chatior de la partie centrale. Leur fonction, remarque Louis Réau, est d'assurer une transition entre le carré de la base et l'octogone qui supporte la pyramide. Pour échapper à la monotonie de cette superposition d'arcs encorbellés, l'architecte a fait varier leur forme et leur groupement ; ils sont tantôt arrondis, tantôt effilés, disposés en carré ou en cercle. Quatre rangées sont disposées en accolade, puis à l'étage supérieur trois rangées reprennent le même motif, mais dans des formes géométriques différentes. La partie supérieure du chatior est lisse. Le volume et le plan de l'église sont en croix grecque. Ils rappellent ceux de l'église de l'Ascension de Kolomenskoïe qui se trouve non loin de là.

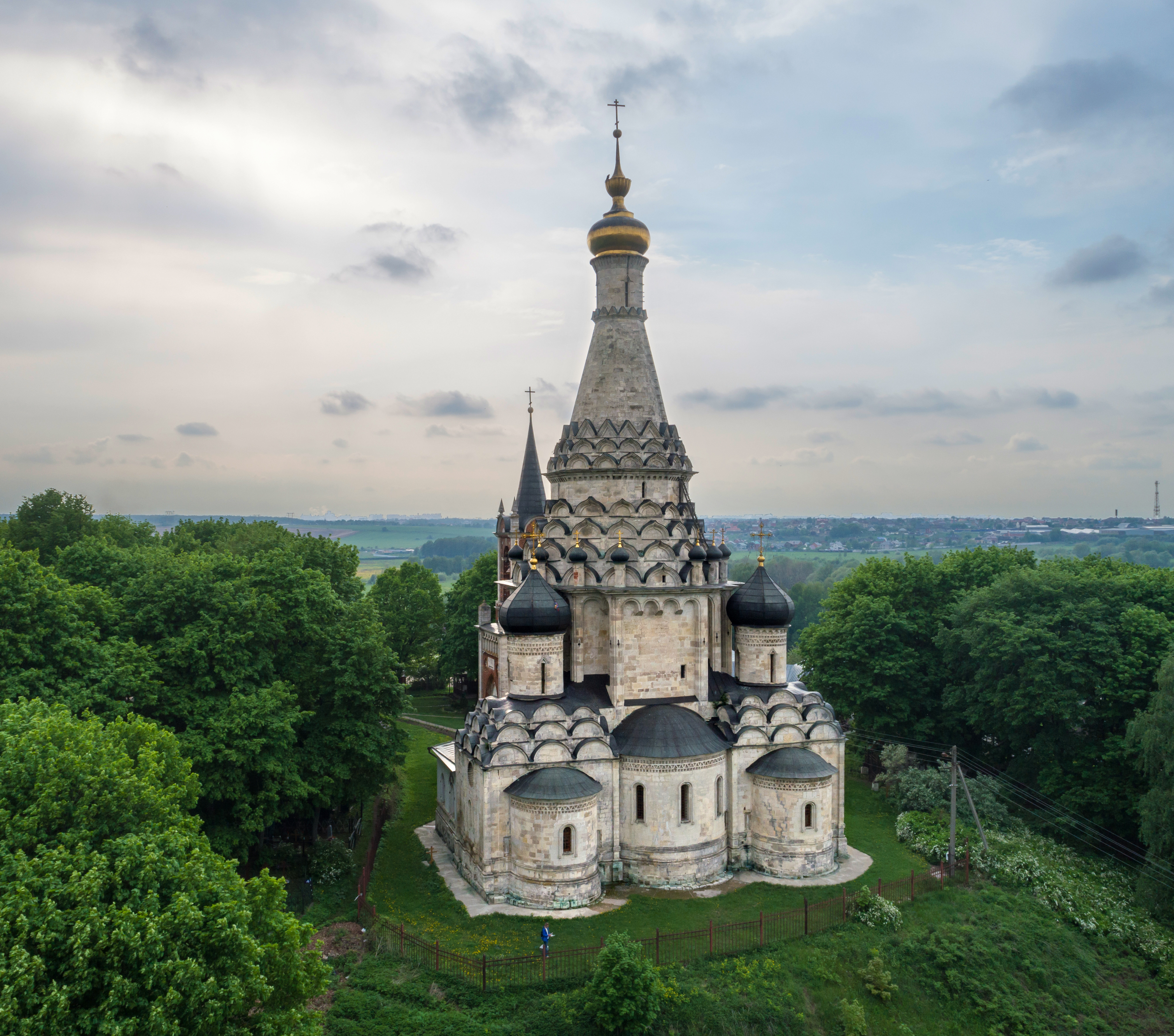
Vue aérienne d'ensemble, en mai 2019.
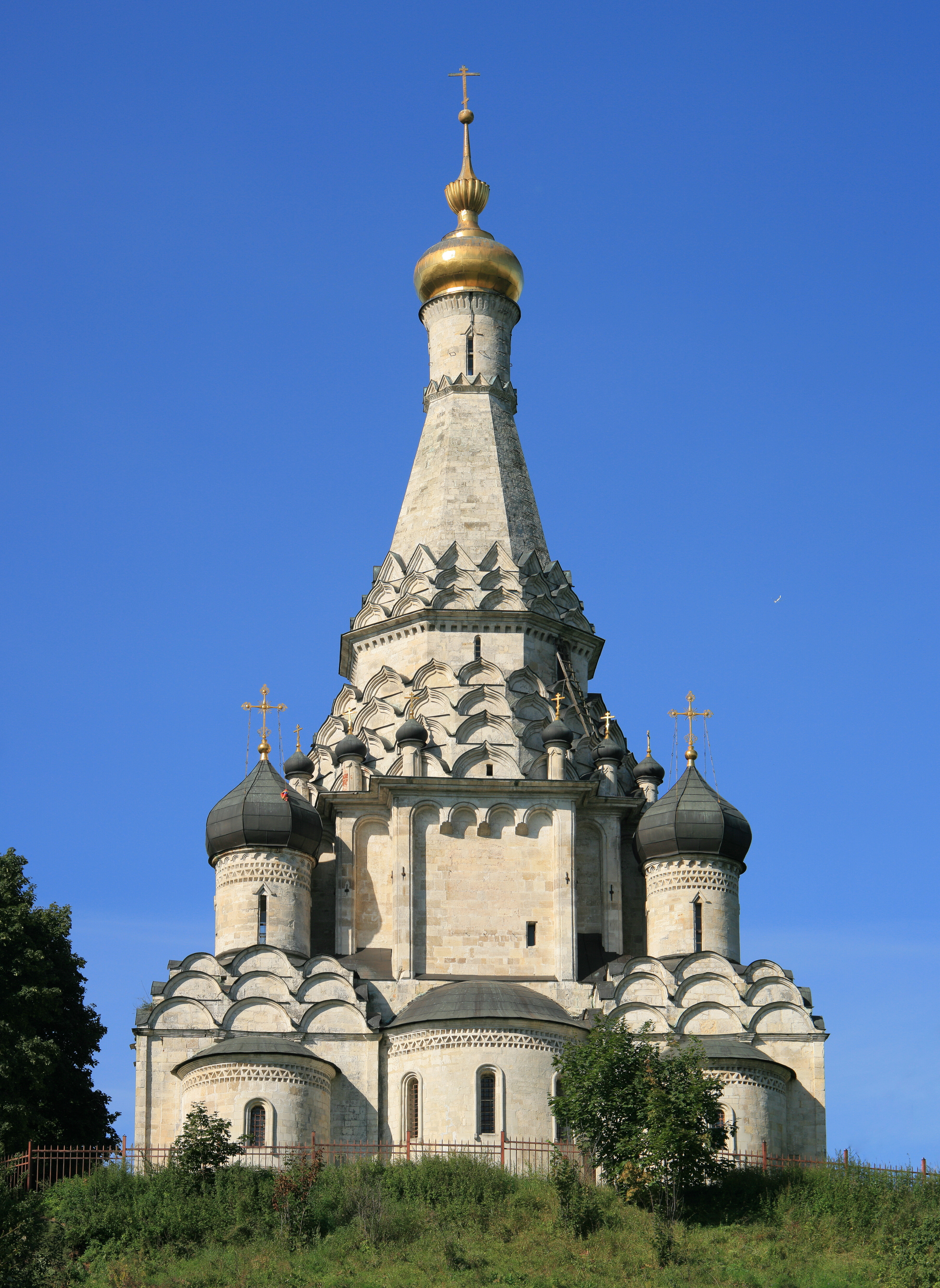
Façade arrière, en août 2016.
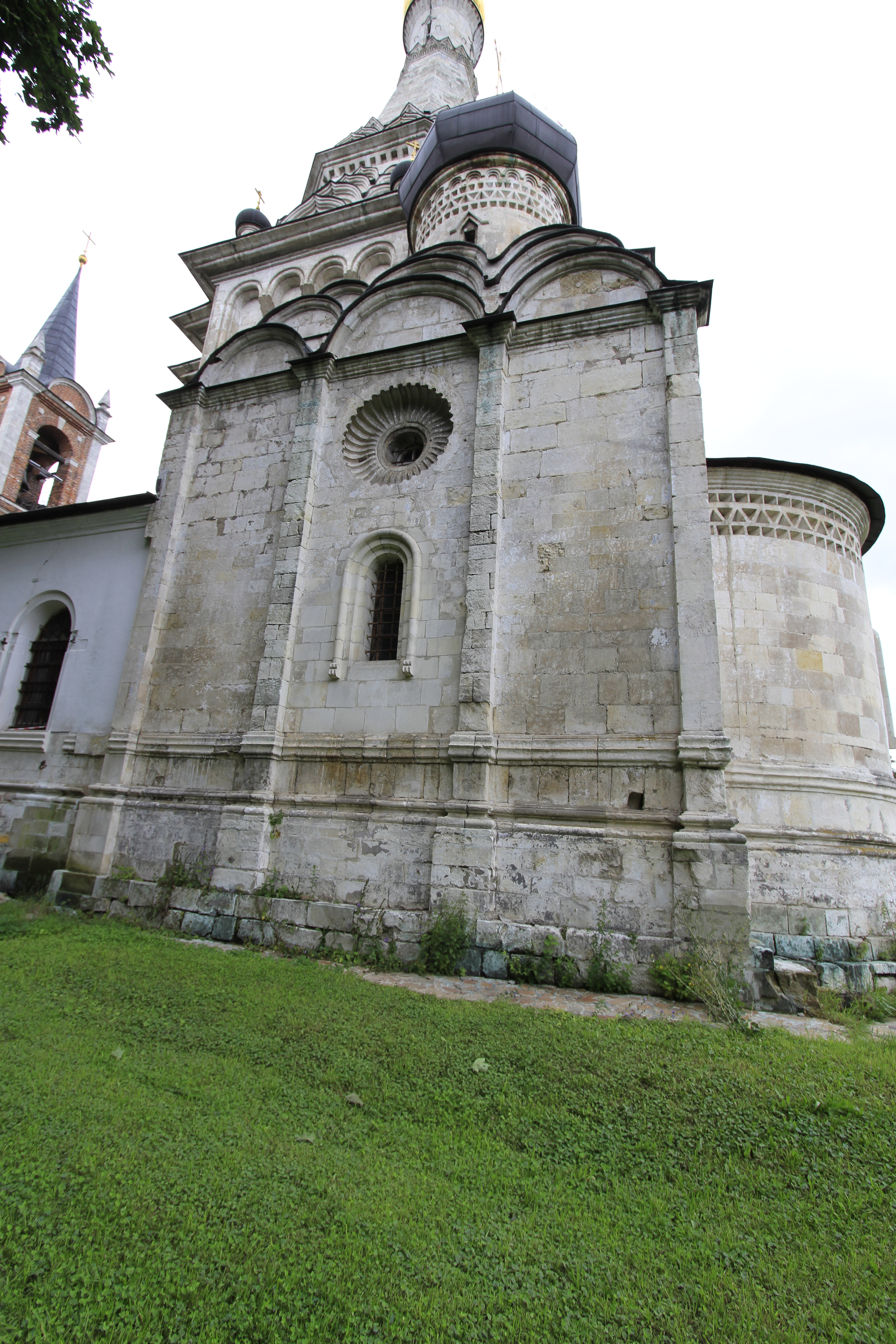
Motif en coquille des fenêtres rondes, en juillet 2013.

Construite en calcaire, l'église de la Transfiguration a une hauteur de 40 mètres. Sur le côté de la partie centrale se trouvent deux annexes identiques recouvertes d'un système de zakomars à gradins. La base qui supporte la pyramide est d'allure monumentale, percée de fenêtres profilées et se termine par une corniche imposante.  
Des indices laissent supposer, selon les historiens d'art, l'intervention d'un architecte d'Europe occidentale ; ce sont les éléments francs de la mouluration des corniches et dans les fenêtres rondes des chapelles qui reprennent le motif des niches en coquille de la cathédrale de l'Archange-Saint-Michel de Moscou,. 
En 1830, un clocher de style pseudo-gothique russe a été ajouté à l'église. Une galerie couverte le relie à l'église.